# Нікопольський плацдарм
Нікопольський плацдарм сягав по фронту 120 кілометрів, вглиб — до 35 км. На ньому зосереджувалося нацистських та румунських 6 піхотних, 2 танкові та 2 гірськострілецькі дивізії 6-ї армії групи армій «А» — загалом 52000 військових — при 180 танках, серед них й САУ «Фердинанд» — оперативна група «Шернер» (від імені генерала Фердинанда Шернера), всі сили кидалися на утримання Нікопольського марганцевого та залізорудного басейну та підтримку коридору із угрупуванням в Криму — 17-та армія. Плацдарм простягався від Благовіщенки (Кам'янсько-Дніпровський район) до Князе-Григорівки.

## Короткі дані
Бої за плацдарм велися на території Великолепетиського, Верхньорогачицького та Горностаївського районів Херсонської області силами 28-ї армії (генерал Олексій Гречкин) Четвертого Українського фронту — в тому числі 301-ша стрілецька дивізія. Повітряну підтримку здійснювала 17-та повітряна армія (командував генерал Володимир Судець).
Лінія фронту знаходилася за 10-15 кілометрів від Дніпра, в плавнях ховалися партизани. У кінці листопада 1943 року на плацдарм переведено 5 калмицьких кавалерійських дивізіонів загальним числом 1200 чоловік полковника Абушинова; при прочісуванні плавнів було вбито 50 та полонено 80 партизанів.
Було проведено 6 операцій по ліквідації плацдарму. З 20 по 24 листопада 1943 року червоноармійці наступали, та нацистські сили відбили, відомих загинуло 2657 бійців. Молодший лейтенант Степан Кочнєв собою закрив в часі наступу ворожу амбразуру, однак не загинув, був полонений, звільнений з концтабору 22 квітня 1945 року.
Другий радянський наступ проводився з 25-го по 28 листопада — після перегрупування та посилення 19-м танковим корпусом. Відомості про загибель 3024 бійців, втрачено 77 танків. Старший лейтенант А. Д. Адамян — командир кулеметної роти 66-го полку 61-ї стрілецької дивізії — від осколка під час атаки позбувся правої руки, він піднімає скривавлений подол гімнастерки на штику, бійці ринули в атаку і зайняли висоту, яку згодом назвали «Висота Адамяна» (Князе-Григорівка).
5 грудня частини 4-го гвардійського корпусу зайняли село Менделєєвка, чим поклали початок вибиттю нацистів з Нікопольського району.
В часі радянських атак 19-го — 22 грудня, що носили запеклий характер, радянські втрати склали не менше 4001 чоловік, з німецького боку — 2275 вбитими та 7 танків.
Іще одна спроба наступу здійснювалася в часі з 23-го по 31 грудня, відомі радянські втрати склали 3273 бійці вбитими, у німецьких сил — 1260 загинуло, знищено 25 гармат.
З 13-го по 16 січня 1944 року відбувалася чергова спроба радянського наступу — переважно вночі, були зайняті деякі стратегічні пункти. Відомі радянські втрати склали 4190 чоловік загиблими, нацисти втратили вбитими 2120 вояків та знищено 11 танків. 14 січня в бою загинув командир 24-ї гвардійської стрілецької дивізії генерал Петро Саксеєв.
31 січня (у інших джерелах 4 лютого) в бою загинув командир 37-ї танкової бригади полковник Петро Корбут — посмертно Герой СРСР. У тому бою 37-ю бригадою було знищено німецьких 47 гармат, 22 автомобілі та 6 танків. Загалом 31 січня по всьому фронту наступу радянські війська змогли прогнути німецьку оборону на 7-11 кілометрів.
2 лютого під суцільними ударами з фронту та радянської авіації німецькі сили починають відхід з плацдарму.
5 лютого вранці 28-ма армія переходить в загальний наступ та відкидає німецькі сили за Дніпро, у боях 7-го — 8 лютого радянські війська займають Велику Лепетиху та Нікополь — 203-тя та 333-тя стрілецькі дивізії 6-ї армії (командував генерал Іван Шльомін). У боях власне за Нікополь загинуло 547 червоноармійців.
Загалом за час боїв за плацдарм загинуло — по різних даних — від понад 35 000 до близько 60 000 радянських вояків, авіація втратила до 90 літаків. Велику кількість серед загинулих червоноармійців складали відмобілізовані мешканці щойнозвільненого Каховського району. В ході боїв було вбито німецьких 17690 вояків та 136 полонено, знищено 570 кулеметів, 199 гармат, 16 танків.
Одним із місць запеклих боїв була добре укріплена нацистами Нечаєва Могила.
21 чоловік у боях за Нікопольський плацдарм вдостоєний звання Героя СРСР, серед них —
- старший лейтенант Красуцький Євген Іванович (загинув 17 березня 1944) — його батальйон першим висадився біля Нікопольського пивного заводу,
- червоноармієць Михайличенко Антон Євгенович — здійснив 24 рейси, перевозячи бійців до Нікополя, в бою особисто знищив 26 нацистів, у березні того ж року пропав безвісти,
- майор Надєжкін Герасим Мартем'янович — його підрозділ 6-8 лютого захопив 138 човнів для перевезення радянських частин через річку Конку та одним з перших увійшов до Нікополя.

Місцеві жителі під час та після боїв в промерзлий ґрунт поховали близько 70 000 радянських та німецьких солдатів — запрягали корів, із хмизу робили «сани», впрягалися й самі і збирали останки загиблих.
На хуторі Соломки (Горностаївський район, Червоноблагодатненська сільська рада) у братській могилі поховано 3620 радянських бійців, відомі імена понад 250 з них.